# الهجمات على المجتمع البهائي في أصفهان عام 1903
تشير أعمال الشغب المناهضة للبهائيين في أصفهان عام 1903 إلى سلسلة من الأحداث التي أدت إلى مذبحة البهائيين في مدينة أصفهان خلال فترة الحكم القاجاري في إيران. وتمركزت تلك الأحداث حول القنصلية الروسية في المدينة.

## الأحداث

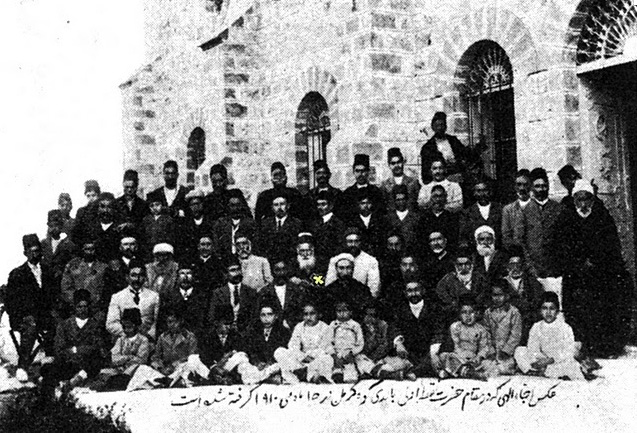
مجموعة من البهائيين في إيران عام 1910

في أوائل أربعينيات القرن التاسع عشر، وقعت أعمال شغب ضد البابيين، ثم لاحقًا ضد البهائيين في إيران. وقد تكرر هذا النوع من الاضطهاد في بعض المدن أكثر من غيرها، خاصةً عندما كان الزعماء الدينيون منخرطين في هذه الحوادث أو عند بروز المجتمعات البابية والبهائية فيها. وبالإضافة إلى مدينة يزد، كانت أصفهان من بين المدن التي شهدت مثل هذه الاضطرابات بشكل متكرر.
في عام 1903، وأثناء إحدى هذه الهجمات المتقطعة، حاول بعض البهائيين الاحتماء داخل القنصلية الروسية في أصفهان. وقد اندلعت هذه الهجمات، التي استمرت لمدة ثمانية أشهر بين عامي 1902 و1903، نتيجةً لزيارة الأمير القاجاري ميرزا أبو الحسن خان المعروف بلقب "شيخ الرئيس" إلى أصفهان. ولم يكن الأمير مجرّد أحد أفراد الأسرة الحاكمة، بل كان أيضًا مجتهدًا وواحدًا من أشهر رجال الدين في زمانه.
عند اقتراب الشيخ الرئيس من أصفهان، كان يخدمه بهائيان ثريان من المدينة، هما آغا محمد جواد، الذي كان صرّافًا للخزانة، وميرزا علي خان، محاسبًا للخزانة. لكن رجل الدين الأبرز في أصفهان، آغا نجفي، تجاهله وتجاهل من معه من المجتهدين، بل ووجه لهم الإهانات. وكان آغا محمد جواد، إلى جانب صرّافين آخرين، منخرطًا في شؤون المجتمع البهائي؛ فقد ساهموا مثلًا في إنقاذ بعض البهائيين من آغا نجفي وأتباعه. ولتعقيد الأمور أكثر، أصبحت خطب الشيخ الرئيس تحظى بشعبية خلال إقامته في أصفهان التي دامت شهرًا، مما منح المجتمع البهائي شعورًا بالأمان والثقة والنشاط المتجدد.
في 23 أيار 1903، حضر عدد كبير من البهائيين الأصفهانيين، من بينهم آغا محمد جواد وميرزا علي خان، جنازة صرّاف بهائي يُدعى الحاج محمد إسماعيل. وعندما علم آغا نجفي بذلك، أرسل مجموعة من طلاب الدين والمتطوعين لمهاجمتهم. وتمكنوا من القبض على آغا محمد جواد، حيث اعتُقل وتعرّض للتعذيب لاحقًا. وعلى الرغم من عدم وجود أي دليل، ادّعى آغا نجفي أن جواد من أتباع البابية، وأنه شاهده يشرب الخمر قبل عامين، ولذلك يجب أن يُعاقب بثمانين جلدة. أما علي خان، فقد تمكن من الهرب.
في مساء يوم 23 أيار 1903، اجتمع البهائيون في أصفهان لمناقشة الأحداث، وأعدوا تقريرًا للقنصل الروسي بالنيابة، بارونوفسكي. وسمح لهم باللجوء إلى القنصلية الروسية في المدينة، فاستجاب للدعوة حوالي 200 شخص. وفي اليوم التالي، 24 أيار، طلب بارونوفسكي من البهائيين في آباده ونجف آباد وسَدَا الانضمام إلى اللاجئين، فازداد عددهم في القنصلية إلى ما بين 600 و700 شخص.
ومن داخل القنصلية، بدأ إرسال برقيات إلى مظفر الدين شاه قاجار، إضافة إلى رئيس الوزراء ومسؤولين آخرين في الدولة، ولكن الردود القادمة من طهران لم تكن مُرضية. ولهذا قام بارونوفسكي بمراسلة مسعود ميرزا زل السلطان، حاكم أصفهان آنذاك، الذي نجح في طمأنة ميرزا علي خان والآخرين وإقناعهم بمغادرة القنصلية مساء 27 أيار 1903. وكان كل من ميرزا علي خان وآغا محمد جواد تحت حماية زل السلطان، الذي ساعدهما على الهروب إلى طهران.
بعد ذلك، بدأت الشائعات تنتشر بأن آغا نجفي أمر بتدمير القنصلية الروسية وقتل البهائيين. وفي يوم الجمعة 28 أيار 1903، حاصر عدد من الرجال القنصلية أثناء الليل. وجاء ميرزا أحمد خان فاتح الملك، وكيل وزارة الخارجية الإيرانية، برفقة آغا نجفي إلى محيط القنصلية، وأعلن للحاضرين أن عليهم تنفيذ أوامره. فانسحب الرجال ببطء، بعد أن طلب منهم النجفي بلطف العودة إلى شؤونهم الخاصة. وعندما أدرك القنصل بارونوفسكي تغيّر الوضع، أخرج جميع البهائيين من القنصلية وأبلغهم بأنه لم يعد قادرًا على مساعدتهم. وحين خرج البهائيون، هاجمهم الحشد الغاضب، وقُتل بعضهم ضربًا، كما نُهبت ممتلكاتهم.
استمرت أعمال العنف ضد البهائيين لعدة أيام، وظل الوضع العام في المدينة مضطربًا. وأصبح العديد من البهائيين الذين كانوا بعيدين عن الأضواء في السابق، والذين ظنوا أنهم سيكونون بأمان بالانضمام إلى اللاجئين، أهدافًا سهلة للهجوم. ولم تمضِ سوى شهرين على هذه الأحداث حتى وقعت حادثة أخرى مناهضة للبهائيين، وهذه المرة في مدينة يزد.